# Флаг Олюторского района
Флаг Олю́торского муниципального района Камчатского края Российской Федерации.

## Описание
«Прямоугольное полотнище с отношением ширины к длине 2:3, разделённое ломаной линией подобно гербу района на белую и голубую горизонтальные части и воспроизводящее фигуры из герба района, выполненные жёлтыми, белыми и чёрными цветами».

## Обоснование символики
1 декабря 1930 года был образован Корякский национальный округ, в состав которого вошёл Олюторский район.
Флаг района основан на легенде о происхождении коряков и их мировоззрении на окружающий мир. Мировоззрение коряков представляет собой сложный сплав из конкретных знаний и иррациональных представлений об окружающем мире.
Согласно легенде, коряки насчитывают пять миров: землю, населённую людьми, два мира над землёй, и два мира под землёй. Первый из верхних миров населён людьми-облаками, а второй — обиталище Верховного божества. Первый из нижних миров населён духами предков, а второй — тенями мёртвых. Животные, люди, духи могут переходить из одного мира в другой: они не могут исчезнуть, кануть в небытие. Смерть человека не означала окончательного ухода из жизни, а лишь длительное отсутствие, из которого умерший человек возвращался в другом обличье — духа или животного. Мифы полны таких эпизодов, где звери сбрасывают шкуру и становятся людьми, а люди превращаются в животных.
Посредником между божественными силами и людьми был Большой Ворон (на флаге — летящий ворон) Кыткийняку (Куйкыняку или Куткыняку), который считался первым человеком, предком коряков и их защитником. К нему обращались как к могущественному шаману и существу, наделённому сверхъестественной силой. Его непременно упоминали в заклинаниях. Предполагалось, что Большой Ворон присутствует на всех шаманских церемониях. Большой Ворон у коряков является священным, как символ мудрости и долголетия.
Тюлень и лосось — символ морской и речной фауны, природных богатств Олюторской земли.

Ломаная линия, символически отделяющая небо (серебро) от воды (лазурь) — аллегория горных вершин Камчатки.

Белый цвет (серебро) — символ чистоты, ясности, открытости, божественной мудрости, примирения.

Синий цвет (лазурь) — символ возвышенных устремлений, искренности, преданности, возрождения.

Чёрный цвет символизирует благоразумие, мудрость, скромность, честность.

Жёлтый цвет (золото) — символ высшей ценности, величия, великодушия, богатства, урожая.